# 이의경 (약학자)
이의경(李儀卿, 1962년 12월 14일 ~ )은 성균관대학교 약학과 교수를 지낸 대한민국의 약학자이며, 제5대 식품의약품안전처장이다. 본관은 신평이다.

## 생애
이의경은 식약처장으로서 임기를 수행하던 도중 음압병상, 마스크 관련 주식 보유 논란에 휩싸였다. 이의경과 남편이 10억원대의 '엔브이에이치코리아' 주식을 보유하고 있다는 것이 드러났는데, 직무관련성 논란이 제기되었으나 이의경은 관련이 없다고 주장했다. 한편 엔브이에이치코리아 구자겸 회장과 이의경 처장이 같은 시기에 해외 대학에 함께 다닌 것이 드러났다.

## 학력
- 1981년 계성여자고등학교 졸업
- 1981 ~ 1985년 서울대학교 약학 학사
- 1985 ~ 1987년 서울대학교 대학원 약학 석사
- 1987 ~ 1990년 아이오와 대학교 대학원 약학 박사

## 경력
- 2019.03 ~ 2020.11 식품의약품안전처 처장
- 2015.09 ~ 성균관대학교 약학대학 약학과 교수
- 2013.01 ~ 2014 제3대 한국보건의료기술평가학회 회장
- 2012 ~ 2015.08 성균관대학교 약학대학 약학과 부교수
- 2010.06 ~ 2012.05 국제의약품경제성평가학회 회장
- 2009.05 한국약료경영학회 부회장
- 2009 ~ 2010 대통령실 사회정책수석실 정책자문위원
- 2008 ~ 2012  한국보건의료기술평가학회 부회장, 숙명여자대학교 임상약학대학원 부교수
- 2006 숙명여자대학교 임상약학대학원 주임교수
- 1991 ~ 2006 한국보건사회연구원 보건의료연구실 선임연구위원

| 전임 류영진 | 제5대 식품의약품안전처장 2019년 3월 8일 ~ 2020년 11월 1일 | 후임 김강립 |

1. ↑  “식약처장, 음압병상·마스크 관련주 보유 '논란'…與도 "부적절"”. 2020년 10월 13일. 2020년 11월 17일에 확인함.